# Пражский крысарик
Пражский крысарик, или ратлик, или либеньская серночка (чеш. pražský krysařík) — порода собак, выведенная в Чехии. Название породы переводится как «маленький пражский крысолов». Считается самой маленькой европейской породой. Некоторые источники называют пражского крысарика самой маленькой породой в мире, поскольку стандартом породы определена наименьшая среди всех пород собак высота в холке, в отличие от чихуахуа, для которых стандартом определён только вес. 

## История

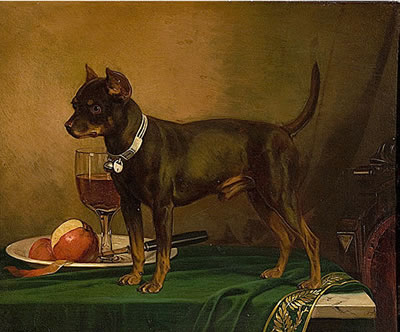
Август Вендерот
Маленький терьер

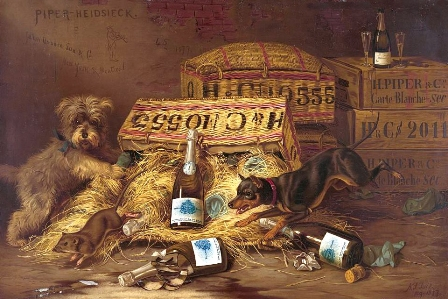
Артур Тейт
Собаки, охотящиеся на мышь

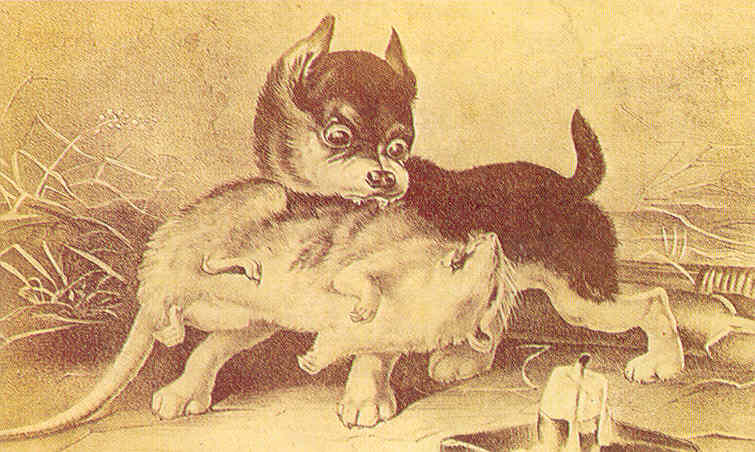
Маленький боец с крысами

Чешские кинологи утверждают, что это одна из древнейших чешских пород. Первые упоминания о крысариках находят в трудах историка Эйнхарда, относящихся к VIII—IX векам. Польский историк Галл Аноним упоминает любимых крысариков короля Болеслава II Смелого, которых он привёз из Чехии. Ратлики упоминаются даже в сочинениях Жюля Мишле: Карл IV Люксембургский во время своего визита во Францию в 1377 году в качестве драгоценного подарка преподнес трёх крысариков королю Франции Карлу V, и в дальнейшем они перешли по наследству к его сыну. В исторических хрониках и литературных произведениях крысарики упоминаются в связи с Вацлавом IV, Рудольфом II и другими европейскими правителями.
В эпоху отсутствия в Европе кошек крошечные крысарики наравне с другими крысоловами несли службу по охране имущества царственных хозяев от грызунов. Легенды говорят, что в царских домах на крысариков возлагалась также обязанность защищать хозяев от отравителей: во время трапез им было позволено ходить по столам и пробовать еду и питье. С упадком Чешского государства крысарики утратили свою исключительную принадлежность дворянским домам. Их можно было видеть в крестьянских и мещанских жилищах и хозяйственных постройках, они использовались в популярных в Европе крысиных боях.

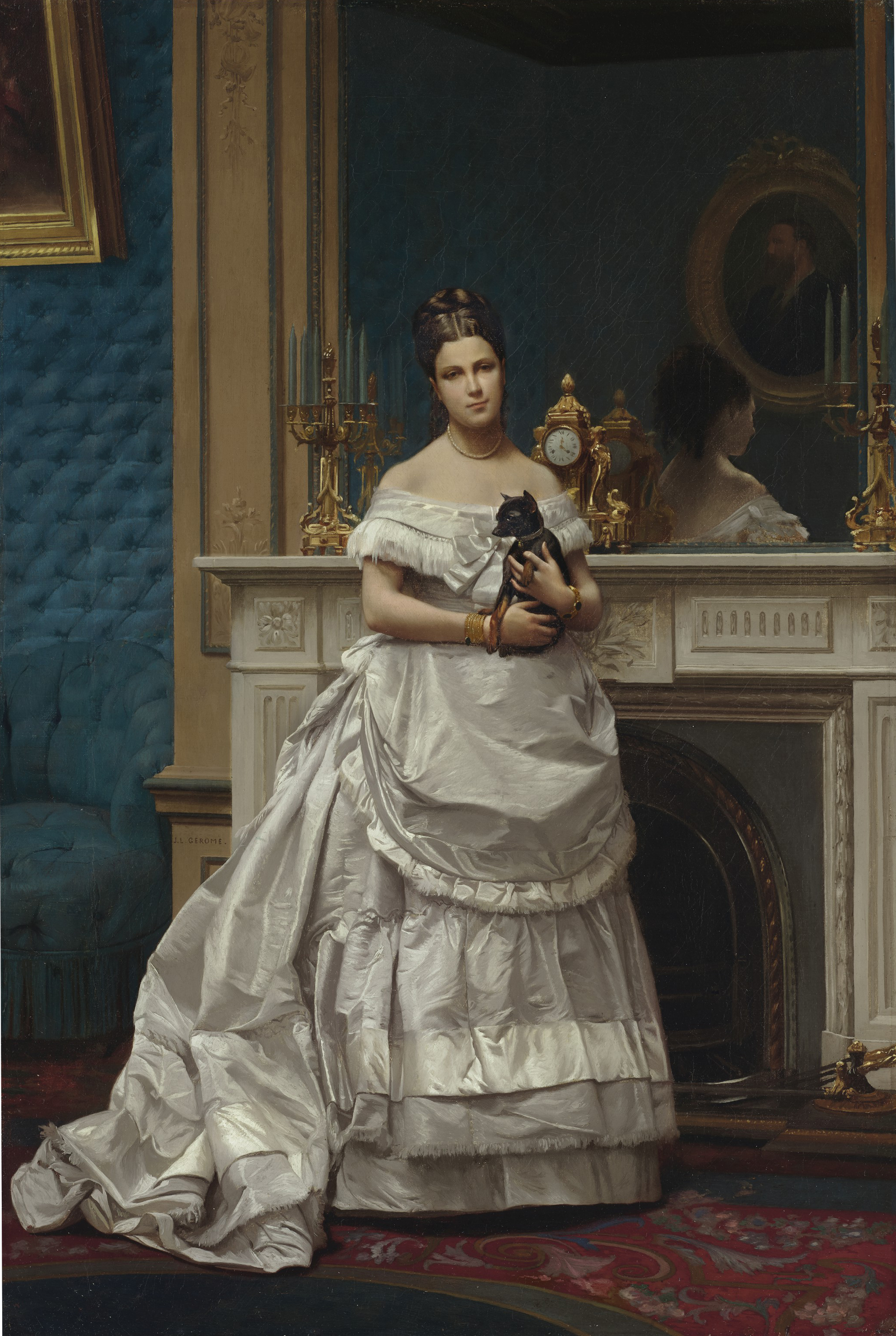
Жан-Леон Жером
Портрет Марии Жером

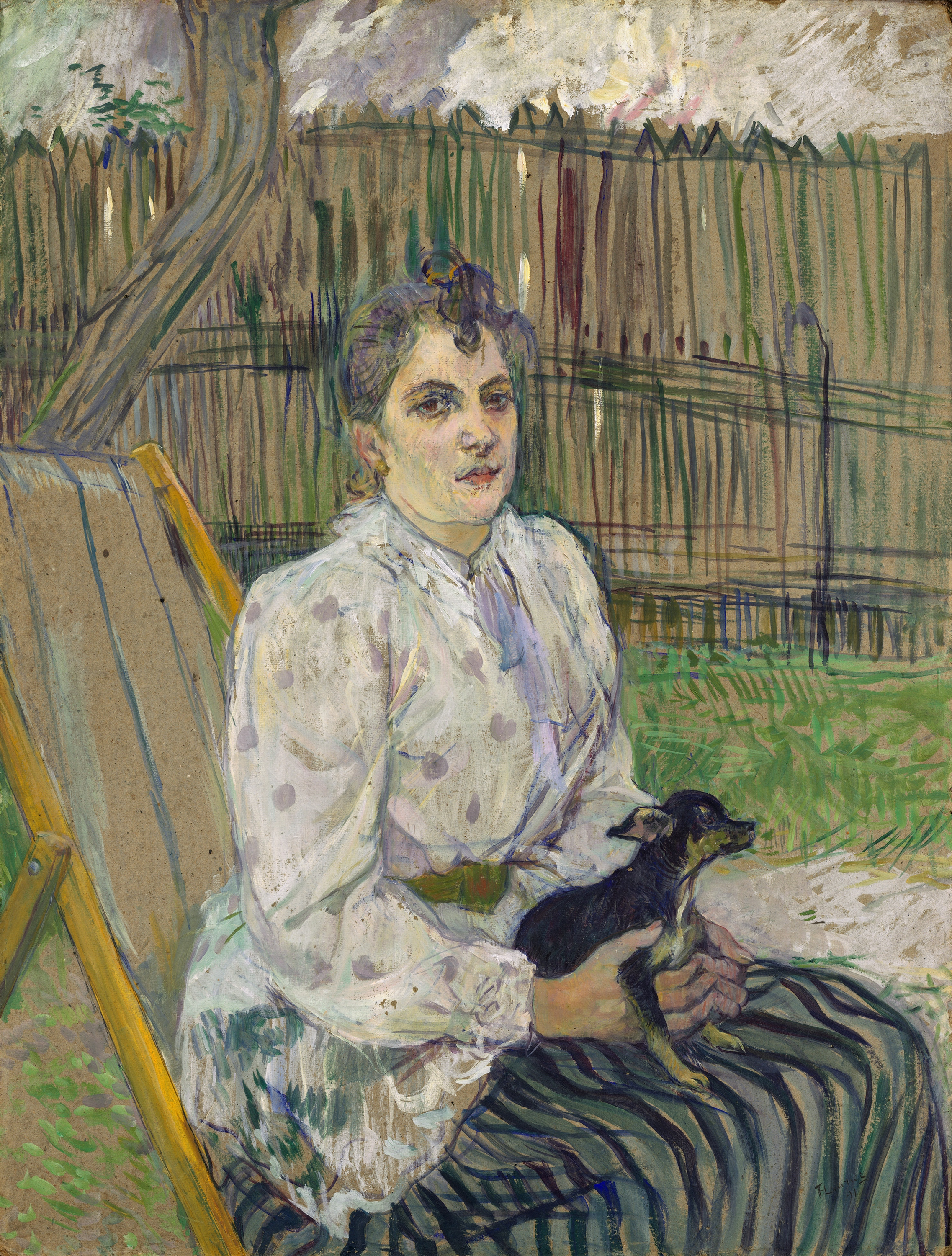
Анри Тулуз-Лотрек
Дама с собачкой

Первый этап возрождения породы и составления племенных книг был начат в конце XIX века под руководством кинологов Т. Роттера и О. Карлика. Две Мировые войны и период коммунистического режима на территории Чехии свели к нулю результаты их усилий, племенные книги были утрачены. Современные пражские крысарики ведут свою племенную историю с 70-х годов XX века, ключевую роль в возрождении породы сыграли учёные-кинологи Я. Финдейс (Jan Findejs), Р. Шилер (Rudolf Šiler), (1909—1997). В 1980 году первый пражский крысарик зарегистрирован в племенной книге. Вплоть до конца XX века порода существовала и развивалась исключительно в пределах границ Чехии и Словакии. Ко второму десятилетию XXI века за пределами Чехии живут несколько сотен пражских крысариков, в некоторых странах созданы породные клубы. Помимо Стран западной Европы и Скандинавии, пражские крысарики живут в России, США, Японии. Небольшое поголовье есть на Украине, в Казахстане, Италии.
В 2019 году порода признана на предварительной основе Международной кинологической федерацией.

## Описание

### Внешний вид
Пражский крысарик — миниатюрная, почти квадратного формата, гармонично сложенная, с крепким костяком и сухой гладкой мускулатурой, собака, на первый взгляд имеющая сходство с русским тоем, но отличающаяся от него рядом экстерьерных особенностей.
Голова грушевидной формы с выраженным затылочным бугром, со стоячими не высоко посаженными под небольшим углом друг к другу (в виде буквы V) ушами в виде треугольников и небольшими тёмными, немного широко посажеными некрупными глазами. Между глаз характерная ложбинка.
Корпус компактный, линия верха прямая. Движения ловкие, хорошо сбалансированные, при движении лапки ставит чётко след в след. Основной окрас чёрно-подпалый, реже коричнево-подпалый, рыжий. Стандартом предусмотрены и другие окрасы. По типу шерсти существуют две разновидности: гладкошёрстная и длинношёрстная, правильнее сказать среднешёрстная. Длинношёрстный вариант требует специального груминга, в частности убираются излишки шерсти на ушах, по корпусу и ногах («штанишки»).
Описание породы обращает внимание на характер как на одну из породных особенностей крысарика. Считается, что эти собаки человеколюбивы, послушны, умны, преданны, прекрасно поддаются дрессировке и пригодны для многих видов спорта с собакой, что они хорошо ладят с детьми, нервозность и трусость для этой породы не характерны.

### Темперамент
Любители крысариков особо отмечают их ум и азартный нрав, свойственный охотнику на крыс. В быту крысарики спокойны и молчаливы, предпочитают находиться рядом с хозяином, при этом не проявляя навязчивости, что делает крысарика отличным компаньоном. Благодаря своим крошечным размерам удобны в транспортировке. Легко приспосабливаются к жизни в городских квартирах, но любят долгие прогулки и игры на свежем воздухе, особенно в тёплое время года. Несмотря на то, что крысарики давно не используются как охотники на крыс, они не утратили свой охотничий инстинкт и на прогулках не упускают возможности поохотиться за мышами, белками и прочей мелкой живностью.

### Дрессировка и использование
Как достаточно темпераментная и миниатюрная собака с крепкой нервной системой, пражский крысарик вполне соответствует использованию в качестве собаки-компаньона. Крысарики считаются очень чувствительными к настроению хозяина, а также к порицанию, похвале и поощрению. Эти качества обусловили достаточно хорошие способности собаки к дрессировке. Крысарики легко обучаются различным трюкам и командам, выполняют их чётко. С успехом используются для занятий по ОКД, аджилити, фристайлу, обидиенс, курсингу и даже по следовой работе.

### Здоровье
Считается, что пражский крысарик относится к числу собак, не имеющих существенных проблем со здоровьем. Встречаются:
- Заболевания зубов и дёсен — пражские крысарики склонны к повышенному образованию зубного камня, что приводит к неприятному запаху изо рта, а также развитию пародонтита. Профилактика заключается в регулярной чистке зубов и удалении зубного налета при посещении ветеринара. Своевременно не выпавшие молочные зубы следует удалить.
- Переломы — чаще других ломаются кости пясти и предплечья.
- Заболевания опорно-двигательного аппарата — часто выявляется вывих коленной чашечки. Считается, что этот дефект является врождённым и передаётся по наследству.

### Продолжительность жизни
Продолжительность жизни пражского крысарика — 12-14 лет.

## Стандарт породы[4]
Страна происхождения: Чешская Республика
Дата публикации прошлого официального стандарта — 12.10.1980
Использование породы: общественная порода
Классификация FCI после международного признания: 9-я группа, общественные породы Секция 12. Крысарики (Ratiers)
Без рабочего экзамена

### Общий вид
Маленькая прямошерстная собачка, почти квадратного формата, с компактным строением корпуса. Несмотря на свой малый рост, она подвижна и неутомима. К своему хозяину и членам его семьи дружелюбна и ласкова. К чужим недоверчива и сдержана.

### Важные пропорции экстерьера
- высота в холке к длине корпуса — 1:1,05, у сук может быть длиннее
- глубина груди — от 45 до 50 % высоты в холке
- ширина лба к длине — 1:1, может быть 1,03
- длина морды — от 1/3 до 1/2 длины головы

Эти пропорции оптимальны, но самое важное — общий вид собаки[неизвестный термин].
Голова — грушевидной формы, лоб немного выпуклый, несколько кругловатый с хорошо обозначенной ложбинкой (вертикальной) между глазами. Затылочный бугор хорошо обозначен
Глаза — прямо и широко поставлены.
Кожа на лбу хорошо натянута
Стоп выражен
Морда. Мочка носа полностью пигментирована. Цвет и насыщенность пигмента отвечают основному окрасу. Морда сухая, без свободной кожи, благородная, достаточно длинная, в соответствии с пропорциями тела и головы.
Губы. сухие, крепкие, плотно прилегающие, углы губ закрытые, край губы хорошо пигментирован соответственно окрасу.
Челюсти — обе симметрично и хорошо развиты, тупым клином соединяются к мочке носа.
Зубы. Предпочтительна полнозубость, прикус ножницеобразный, P-1 не считается.
Глаза — как можно темнее, соответствующие окрасу шерсти, средней величины, округлые, чуть выпуклые, несколько широко расставлены. Веки — плотно прилегающие, с хорошей пигментацией.
Уши. На основной части головы и достаточно широко посажены, треугольной формы, крепкие. Допускается, чтобы концы ушей были немного опущены, но это нежелательно, несколько под углом друг к другу, а не вертикально.
Шея — сухая, без подвесов, благородной аркой, достаточно длинная в балансе с корпусом и головой.
Корпус
- линия спины крепкая и прямая
- холка не выражена
- спина короткая, прямая, крепкая
- поясница короткая, крепкая, в балансе с грудной клеткой и крупом
- круп немножко скошен и достаточно длинный
- хвост прямой, опущен вниз, в движении слегка загнут вверх, может нести выше, чем линия верха, допускается полукругом на спину

Грудь
- не очень широкая, но овальная, от 45 до 50 % от роста, с хорошо выраженным переходом в пах

Линия низа
- живот умеренно подтянутый с четким переходом до паховой области
- хвост поставлен на уровень спины, чтобы линия перехода была плавной, без «ступенек». Купированный или не купированный доходит до скакательного сустава, у основания более толстый, к концу сужается. В движении несётся выше уровня спины и может загибаться полукольцом.

Передние конечности — при осмотре спереди параллельны и несколько широко поставлены.
Лопатка хорошо обмускулена, плотно прилегает к грудной клетке, с плечом делает немного тупой угол.
Локти плотно прилегают к корпусу, не вывернуты и не ввернуты.
Предплечье достаточно крепкое, плотное.
Пясть спереди — прямая, продолжает предплечье, сбоку крепкая, несколько наклонена.
Передние лапки — округлые, сводчатые, с плотно прилегающими пальцами (кошачьи лапы), когти тёмные.
Задние конечности — очень мускулисты, с четко выраженными углами, сзади немного широко поставлены, прямые и параллельные, могут быть несколько длиннее передних, пальцы сомкнутые и сводистые (кошачьи лапки), когти чёрные.
Движения обеих пар конечностей свободные, параллельные, упругие и ловкие. Лапки при движении ставит четко, не задевая землю, задние должны ставиться в след передних.
Кожа достаточно крепкая, сильная, эластичная, плотно прилегает к корпусу с соответствующей пигментацией.
Шерсть короткая, плотно прилегающая, без залысин. На голове несколько короче и менее плотная. Полудлинная — с очесами, более длинными на ушах, конечностях и хвосте, чем по корпусу.
Окрас — основной чёрно-подпалый, коричнево-подпалый, а дальше светлые варианты нисходящим рядом с очень яркого до очень светло-жёлтого к рецессивно основному цвету, включая мерле-окрасы. Все они могут иметь мерле-вариант. И ещё красный цвет с плащом, без примеси другого цвета.
Подпал яркий, насыщенный, не размытый, желательно тёмно-красный над глазами, щеках, горле, пястях, на внутренней части бедра, под корнем хвоста, на груди желательны не сливающихся два треугольника.
Цветные тона, кроме чёрных с подпалом, отличаются по генетическому основанию. Чем насыщеннее цвет, тем лучше.
Высота в холке — оптимально от 20 см до 23 см.
Вес — около 2600 г

### Примечание
Кобель должен иметь 2 нормально развитых семенника, опущенных в мошонку.

### Недостатки
Каждое отклонение от вышесказанного в стандарте рассматривается как недостаток, оценивающийся по степени отклонения. Учитывается их влияние на здоровье и жизнедеятельность собаки.
- узкий или мало выпуклый лоб
- неправильное размещение зубов
- клещеобразный прикус
- немного выпуклая спина и поясница или несколько мягкая спина
- развернутые или внутрь локти
- много подпала на голове, животе и вообще избыток жёлтого цвета
- неразделённые треугольники на груди
- пигментация верхней губы, не отвечающая основному цвету шерсти
- белое пятно на груди более 1 см² и белые точки на пальцах
- чёрное процветание у красной с плащом — типин
- хвост кольцом или к спине либо на одну сторону прилегающий, либо низко носит
- сильно растянутый корпус с короткими конечностями
- депигментация носа

### Дисквалификация
- не заросший родничок, голова-яблоко, короткая морда — менее 1/3
- голубые или желтые глаза
- перекус/недокус
- уши, прилегающие плотно к голове
- сильно выпуклая спина или поясница, залысины на корпусе
- если потеряно более 4 зубов, кроме 4-р1 и 2-м3, отсутствие 2 и более резцов
- отсутствие подпалов на голове у собак с подпалом
- большое белое пятно на груди более 2 см² и белые пятна на ногах и любые белые пятна где-либо на корпусе
- обширная чёрная процветность, которая глушит основной цвет у красной
- боязливость или чрезмерная агрессивность
- высота в холке менее 18 см